# Mapa i terytorium

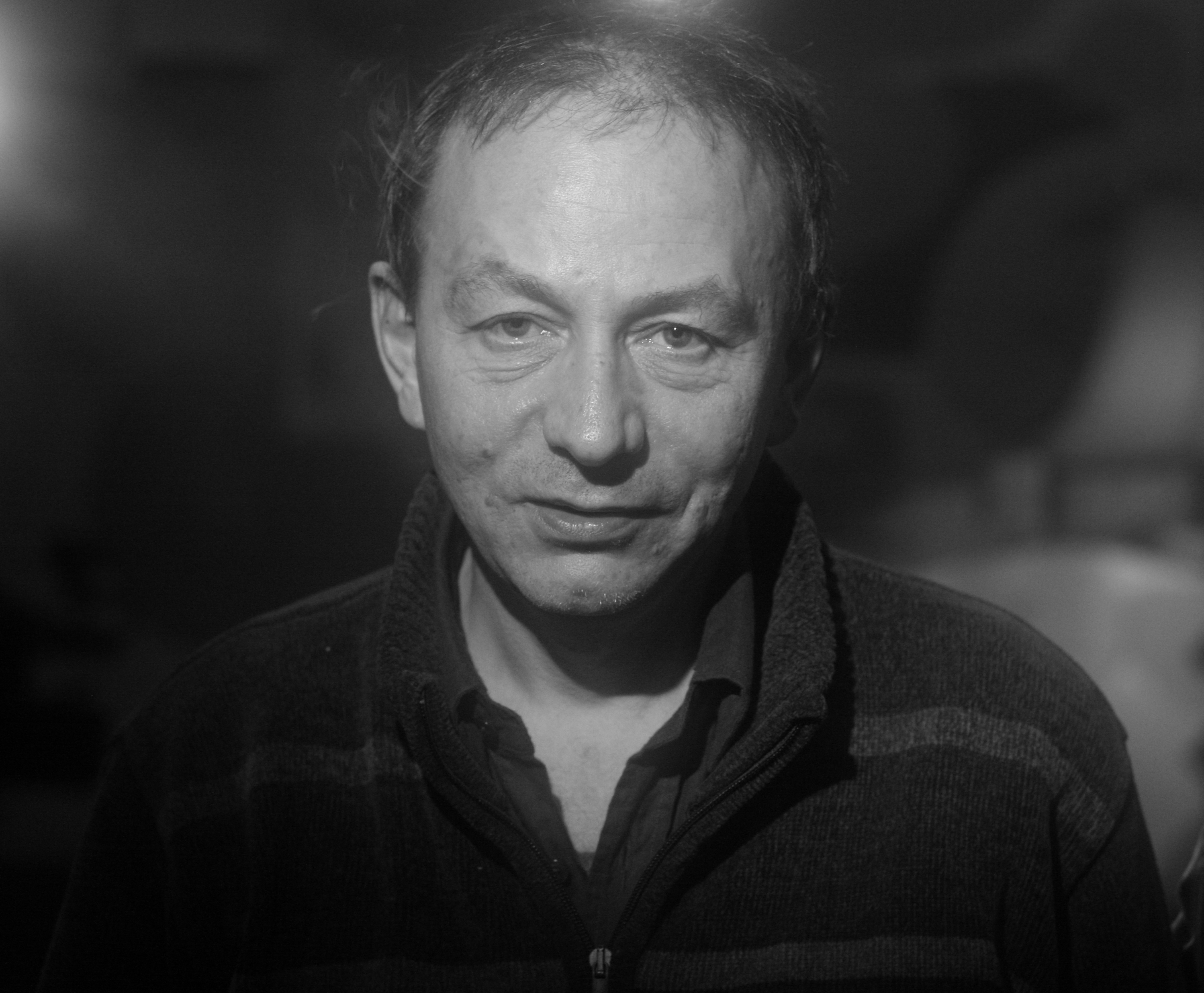
Michel Houellebecq

Mapa i terytorium (fr. La carte et le territoire) – powieść Michela Houellebecqa, której oryginalna francuska wersja została opublikowana po raz pierwszy 4 września 2010 przez wydawnictwo Flammarion; polskie tłumaczenie (pióra Beaty Geppert) ukazało się w 2011, nakładem wydawnictwa W.A.B. Książka została wyróżniona nagrodą Goncourtów oraz polską wersją nagrody, Goncourt – choix polonais.

## Fabuła
Powieść opowiada historię życia artysty plastyka o nazwisku Jed Martin. Jego kariera rozpoczęła się dzięki oryginalnym fotografiom map firmy Michelin, które stały się dość szybko sukcesem finansowym i artystycznym. Sukces ten sprawił, że Martin wycofał się na kilka lat z życia artystycznego i nie uważał za stosowne kontynuacji relacji z Olgą, Rosjanką pracującą dla Michelin. Jed widział się jako osobę, której niepotrzebne są bliskie relacje, czuł się w nich nie na miejscu.
Jego powrót związany był z serią obrazów na temat "prostych zawodów". Wśród dzieł znalazły się m.in. płótna pt. Bill Gates i Steve Jobs rozprawiający na temat przyszłości informatyki (Bill Gates et Steve Jobs s'entretenant du futur de l'informatique) lub Claude Vorihlon, właściciel baru (Claude Vorihlon, gérant de bar-tabac).
Przygotowując się do wernisażu, Martin zdecydował się na to, by poprosić Michela Houellebecqa o napisanie wstępu do katalogu wystawy. Pojechał w tym celu do Irlandii, gdzie zaprzyjaźnił się – w miarę swoich i Houellebecqa niewielkich umiejętności tworzenia relacji społecznych – z pisarzem. Wystawa okazała się niebywałym sukcesem, i Martin został jednym z najdroższych artystów swoich czasów. Nie umiejąc się tym jednak do końca cieszyć, zdecydował się całkowicie wycofać z życia społecznego. Jednym z wątków pobocznych powieści jest zabójstwo Michela Houellebecqa w jego posiadłości w Loiret, gdzie rzekomo zdecydował się spędzić ostatnie lata życia.

## Bohaterowie
- Jed Martin – artysta plastyk
- Michel Houellebecq – znany pisarz
- Olga Sheremoyova – osoba pracująca dla Michelin, partnerka Jeda Martina na początku powieści
- Jean-Pierre Martin – ojciec Jeda, architekt
- Franz Teller – właściciel galerii, w której wystawia Jed Martin (w 13. dzielnicy Paryża)
- Komisarz Jasselin – policjant zajmujący się sprawą morderstwa Houellebecqa

## Mapa i terytoriumversusWikipedia
We wrześniu 2010 dziennikarz Vincent Glad zorientował się, że powieść zawiera wiele fragmentów skopiowanych bezpośrednio z francuskojęzycznej wersji Wikipedii bez podania źródła. Prawnik Florent Gallaire stwierdził wobec tego, że dzieło w obecnej formie nie szanuje praw autorskich autorów Wikipedii, może ono być rozpowszechniane bezpłatnie na licencji Creative Commons, pod warunkiem przypisania cytatów ich faktycznym autorom. Prawnik umieścił następnie elektroniczną wersję powieści za darmo w sieci. Wydawca Houellebecqua, Flammarion, zagroził procesem, twierdząc, że autor używa treści Wikipedii jako "surowego materiału", który następnie literacko obrabia. Książka zniknęła wtedy ze strony internetowej Gallaire'a, niemniej pozostaje wolnodostępna w innych miejscach w sieci.
W kolejnych wydaniach Mapy i terytorium autor i wydawnictwo zobowiązali się do dodania ogólnego podziękowania autorom francuskojęzycznej Wikipedii za wykorzystane hasła o musze domowej i o Fryderyku Nihousie.